# Diablo Hydroelectric Power Plant
Die Diablo-Talsperre (englisch Diablo Dam) ist eine Talsperre am Skagit River im US-Bundesstaat Washington. Sie wurde 1930 eingeweiht. Mit ihrer Höhe von 119 Metern war sie zu diesem Zeitpunkt die höchste Staumauer der Erde. Der Name kommt aus dem Spanischen, bedeutet „Teufel“ und soll gleichzeitig von einem Chinook-Wort abstammen.

## Geschichte
Die Staumauer ist vom Konstruktionstyp her eine Bogengewichtsmauer aus Beton. Sie ist 360 Meter lang und hat an der Basis eine Dicke von zirka 41 Metern. Die Staumauer wurde von 1927 bis 1929 von der Constant Angle Arch Dam Company im Auftrag der Stadt Seattle gebaut. Sie wurde errichtet, um in einem Wasserkraftwerk Strom für die Elektrizitätsversorgung von Seattle zu erzeugen. Das Kraftwerk hat eine Leistung von 169,3 MW. Eingeweiht wurde die Talsperre am 27. August 1930.
Daneben wurden noch zwei weitere Staumauern am Skagit gebaut, die Ross-Talsperre (Ross Dam), die von 1937 bis 1953 gebaut wurde und deren Stausee bis nach Kanada hinein reicht, sowie der neue Gorge High Dam (fertiggestellt 1961) als Ersatz für einen alten von 1924. Sie bilden zusammen das „Skagit River Hydroelectric Project“, das heute 25 % des Stroms für Seattle liefert.
James Delmage Ross (1872–1939), Chef der Elektrizitätsgesellschaft Seattle City Light, zeichnete verantwortlich für das Projekt. Zu seiner Ehre wurde die ursprünglich Ruby Dam getaufte Ross-Talsperre umbenannt.
Die Diablo-Staumauer überragte bei ihrer Fertigstellung 1930 die mit 111,6 Metern bis dahin weltweit höchste Schräh-Staumauer in der Schweiz, wurde aber bereits 1932 von der 127 m hohen Owyhee-Talsperre in Oregon, 1934 von der 136 m hohen Chambon-Talsperre in Frankreich und 1935 vom 221 m hohen Hoover Dam übertroffen.
Seit dem 30. Juni 1989 ist die Diablo-Staumauer als Historic District im National Register of Historic Places verzeichnet. Die Staumauer besitzt Art déco Architekturelemente. Bemerkenswert sind auch die Laternen.

## Diablo Lake
Der aufgestaute See ist nach der Talsperre benannt und trägt den Namen Diablo Lake. Er befindet sich bei dem Ort Diablo im Whatcom County nahe bei Bellingham und Newhalem. Er fasst 109,098 Millionen Kubikmeter Wasser.